# Décès en mars 1992
Décès
- 1988
- 1989
- 1990
- 1991
- 1992
- 1993
- 1994
- 1995
- 1996

Pour une information complémentaire, voir la page d'aide.

| Date     | Nom                           | Activités                                                                                   | Âge | Source |
| -------- | ----------------------------- | ------------------------------------------------------------------------------------------- | --- | ------ |
| 1er mars | Howard Payne (en)             | lanceur du marteau britannique                                                              | 60  |        |
| 1er mars | Lalla Abla bint Tahar         | première épouse du roi Mohammed V du Maroc, mère du roi Hassan II et personnalité marocaine | 82  |        |
| 2 mars   | Jackie Mudie                  | ancien footballeur écossais                                                                 | 60  |        |
| 2 mars   | Sandy Dennis                  | actrice américaine                                                                          | 54  |        |
| 3 mars   | G. L. S. Shackle              | économiste britannique                                                                      | 88  |        |
| 3 mars   | Robert Beatty                 | acteur canadien                                                                             | 82  |        |
| 3 mars   | Laurent Henric                | footballeur international français                                                          | 86  |        |
| 4 mars   | Larry Rosenthal (en)          | joueur professionnel de baseball américain                                                  | 81  |        |
| 4 mars   | Mary Osborne                  | guitariste de jazz américain                                                                | 70  |        |
| 4 mars   | Pare Lorentz                  | réalisateur et documentariste américain                                                     | 86  |        |
| 4 mars   | Peter Judge (en)              | joueur de cricket britannique                                                               | 75  |        |
| 4 mars   | Art Babbitt                   | animateur d'artiste américain                                                               | 84  |        |
| 4 mars   | Néstor Almendros              | directeur de la photographie espagnol                                                       | 61  |        |
| 5 mars   | Giuseppe Olmo                 | coureur cycliste italien                                                                    | 80  |        |
| 5 mars   | Raymond Barbeau               | professeur, naturopathe, écrivain québécois et fondateur de l'Alliance laurentienne         | 61  |        |
| 6 mars   | Erik Nordgren                 | compositeur suédois                                                                         | 79  |        |
| 6 mars   | Joëlle Guillaud               | actrice française                                                                           | 41  |        |
| 6 mars   | Léo Campion                   | chansonnier, acteur et caricaturiste français                                               | 86  |        |
| 6 mars   | Elvia Allman                  | actrice américaine                                                                          | 87  |        |
| 6 mars   | Maria Helena Vieira da Silva  | peintre portugaise                                                                          | 83  |        |
| 9 mars   | Keris Mas (en)                | écrivain malaisien                                                                          | 70  |        |
| 9 mars   | Menahem Begin                 | premier ministre israélien, Prix Nobel de la paix 1978                                      | 78  |        |
| 10 mars  | Enrico Mollo                  | coureur cycliste italien                                                                    | 78  |        |
| 10 mars  | Yórgos Zambétas               | compositeur et musicien grec                                                                | 67  |        |
| 11 mars  | Richard Brooks                | réalisateur américain                                                                       | 79  |        |
| 13 mars  | Gabriel Genieis               | peintre français                                                                            | 88  |        |
| 14 mars  | Elfrida Vipont (en)           | écrivaine britannique                                                                       | 89  |        |
| 14 mars  | Bill Allum (en)               | joueur de hockey canadien                                                                   | 75  |        |
| 14 mars  | Jean Poiret                   | acteur, réalisateur et scénariste français, auteur de La Cage aux folles                    | 65  |        |
| 16 mars  | Roger Lemelin                 | écrivain et journaliste québécois                                                           | 72  |        |
| 16 mars  | Yves Rocard                   | physicien français                                                                          | 88  |        |
| 17 mars  | Jack Arnold                   | réalisateur américain                                                                       | 75  |        |
| 18 mars  | Jack Kelsey                   | ancien footballeur gallois                                                                  | 61  |        |
| 19 mars  | Cesare Danova                 | acteur italien                                                                              | 76  |        |
| 20 mars  | Georges Delerue               | compositeur et directeur musical de films français                                          | 67  |        |
| 21 mars  | Natalie Sleeth (en)           | compositrice américaine                                                                     | 61  |        |
| 21 mars  | John Ireland                  | acteur et réalisateur américain, né canadien                                                | 78  |        |
| 22 mars  | Gruffydd Evans                | solliciteur et homme politique britannique                                                  | 64  |        |
| 22 mars  | Joe Cantada (en)              | journaliste philippin                                                                       | 50  |        |
| 23 mars  | Friedrich Hayek               | philosophe et économiste autrichien, puis britannique                                       | 92  |        |
| 25 mars  | Nancy Walker                  | actrice et réalisatrice américaine                                                          | 69  |        |
| 26 mars  | Barbara Frum                  | journaliste canadienne                                                                      | 54  |        |
| 26 mars  | David Lan-Bar                 | peintre israélien                                                                           | 80  |        |
| 26 mars  | Bruno Cassinari               | peintre et sculpteur italien                                                                | 79  |        |
| 27 mars  | Harald Sæverud                | compositeur et chef d'orchestre norvégien                                                   | 94  |        |
| 27 mars  | Easley Rutland Blackwood (en) | joueur de bridge américain                                                                  | 79  |        |
| 28 mars  | Nikolaos Platon               | archéologue grec                                                                            | 83  |        |
| 29 mars  | Paul Henreid                  | acteur, producteur de cinéma et réalisateur autrichien                                      | 84  |        |
| 30 mars  | Amédée Fournier               | coureur cycliste français                                                                   | 80  |        |
| 30 mars  | Roger Chapelain-Midy          | peintre, lithographe, illustrateur et décorateur de théâtre français                        | 87  |        |
| 30 mars  | Manólis Andrónikos            | archéologue grec                                                                            | 72  |        |